# La Pérouille
La Pérouille – miejscowość i gmina we Francji, w Regionie Centralnym, w departamencie Indre.
Według danych na rok 1990 gminę zamieszkiwało 336 osób, a gęstość zaludnienia wynosiła 16 osób/km² (wśród 1842 gmin Regionu Centralnego La Pérouille plasuje się na 810 miejscu pod względem liczby ludności, natomiast pod względem powierzchni na miejscu 624).